# St. Cyriakus (Rhode)

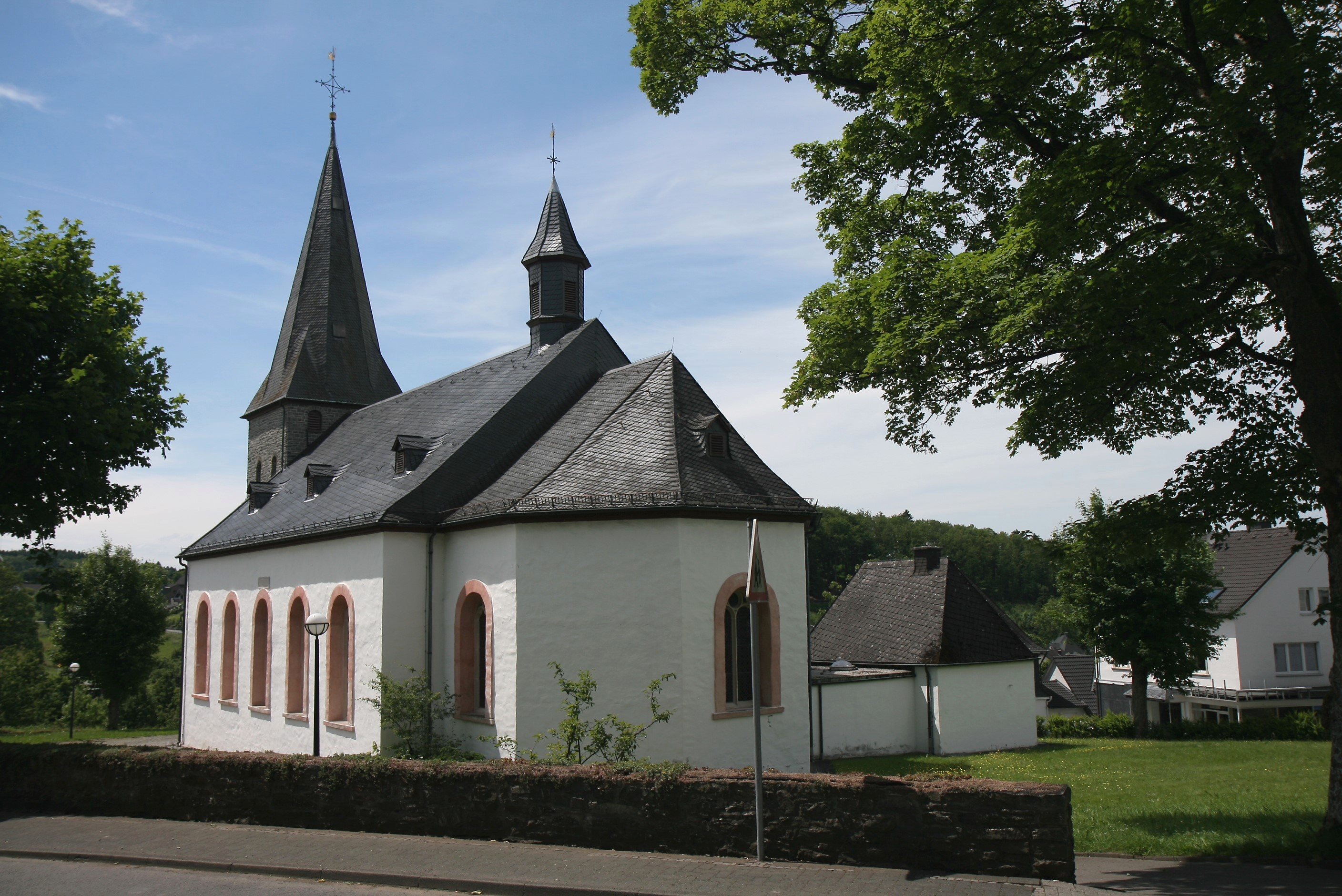
St. Cyriakuskirche, vor 2011

Die katholische Pfarrkirche St. Cyriakus ist ein denkmalgeschütztes Kirchengebäude in Rhode, einem Ortsteil der Kreisstadt Olpe in Nordrhein-Westfalen.

## Geschichte und Architektur
Der verputzte, fünfjochige Saal wurde 1829/30 mit rundbogigen Öffnungen und einem eingezogenen, dreiseitig geschlossenen Chor errichtet. Der romanische Westturm unter einem Spitzhelm wurde 1879 angebaut. Im Innenraum wurde eine einheitliche Flachdecke über Voute mit Profilgesims eingezogen.

## Ausstattung
Die Kirche besitzt einen reichen Bestand an Holzskulpturen, unter anderem:
- Ein spätgotischer Kruzifixus aus der Zeit um 1500, das sogenannte Osterkreuz.
- Der hl. Florian vom 16. Jahrhundert ist wohl eine süddeutsche Arbeit.
- Die qualitätsvolle, ungefasste Pietà stammt von der zweiten Hälfte des 16. Jahrhunderts.
- Die Orgel wurde 1948 von Orgelbau Gebrüder Stockmann (Werl) erbaut und zuletzt von der Erbauerfirma 1976 umgebaut. Das Instrument hat 16 Register auf Kegelladen. Die Trakturen sind elektrisch.[1]